# Campeonato Europeo de Atletismo en Ruta de 2025
El I Campeonato Europeo de Atletismo en Ruta se celebró en Bruselas y Lovaina (Bélgica) entre el 12 y el 13 de abril de 2025 bajo la organización de Atletismo Europeo y la Federación Belga de Atletismo.

## Medallistas

### Masculino
| Evento                           | Oro                                                              | Plata                                                                 | Bronce                                                                  |
| -------------------------------- | ---------------------------------------------------------------- | --------------------------------------------------------------------- | ----------------------------------------------------------------------- |
| 10 km (13.04)                    | Yann Schrub Francia 27:37                                        | Étienne Daguinos Francia 27:46                                        | Isaac Kimeli · Bélgica · 27:58                                          |
| 10 km por equipo (13.04)         | Yann Schrub Étienne Daguinos Fabien Palcau Francia 1:23:28       | Jesús Ramos · Juan Antonio Pérez · Ilias Fifa · España · 1:24:55      | Isaac Kimeli · Clément Deflandre · Arnaud Dely · Bélgica · 1:25:22      |
| Media maratón (12.04)            | Jimmy Gressier Francia 59:45                                     | Awet Kibrab · Noruega · 1:01:08                                       | Valentin Gondouin Francia 1:01:54                                       |
| Media maratón por equipo (12.04) | Jimmy Gressier Valentin Gondouin Bastien Augusto Francia 3:04:37 | Jorge Blanco Álvarez · Carlos Mayo · Javier Guerra · España · 3:07:30 | Yohanes Chiappinelli · Ahmed Ouhda · Xavier Chevrier · Italia · 3:08:42 |
| Maratón (13.04)                  | Iliass Aouani · Italia · 2:09:05                                 | Gashau Ayale Israel 2:09:08                                           | Maru Teferi Israel 2:09:17                                              |
| Maratón por equipo (13.04)       | Gashau Ayale Maru Teferi Haimro Alame Israel 6:27:52             | Dorian Boulvin · Thomas De Bock · Yohan Zaradzki · Bélgica · 6:38:39  | İlham Özbilen Kaan Kigen Özbilen Hüseyin Can Turquía 6:39:17            |

### Femenino
| Evento                           | Oro                                                                         | Plata                                                            | Bronce                                                                  |
| -------------------------------- | --------------------------------------------------------------------------- | ---------------------------------------------------------------- | ----------------------------------------------------------------------- |
| 10 km (13.04)                    | Nadia Battocletti · Italia · 31:10                                          | Eva Dieterich · Alemania · 31:25                                 | Klara Lukan Eslovenia 31:26                                             |
| 10 km por equipo (13.04)         | Nadia Battocletti · Sofiya Yaremchuk · Valentina Gemetto · Italia · 1:34:33 | Eva Dieterich · Elena Burkard · Lisa Merkel · Alemania · 1:35:38 | Mekdes Woldu Léonie Périault Aude Clavier Francia 1:36:28               |
| Media maratón (12.04)            | Chloé Herbiet · Bélgica · 1:11:39                                           | Juliette Thomas · Bélgica · 1:11:53                              | Sara Nestola · Italia · 1:12:22                                         |
| Media maratón por equipo (12.04) | Chloé Herbiet · Juliette Thomas · Victoria Warpy · Bélgica · 3:34:59        | Sara Nestola · Rebecca Lonedo · Nicole Reina · Italia · 3:38:20  | Meritxell Soler · María José Pérez · Ikram Rharsalla · España · 3:39:06 |
| Maratón (13.04)                  | Fátima Ouhaddou Nafie · España · 2:27:14                                    | Majida Maayouf · España · 2:27:41                                | Lonah Chemtai Salpeter Israel 2:28:01                                   |
| Maratón por equipo (13.04)       | Fátima Ouhaddou Nafie · Majida Maayouf · Ester Navarrete · España · 7:24:44 | Lonah Chemtai Salpeter Maor Tiyouri Helen Volfson Israel 7:40:18 | Hanne Verbruggen · Kim Geypen · Amélie Saussez · Bélgica · 8:01:37      |

## Medallero
| Núm. | País      | Oro | Plata | Bronce | Total |
| ---- | --------- | --- | ----- | ------ | ----- |
| 1    | Francia   | 4   | 1     | 2      | 7     |
| 2    | Italia    | 3   | 1     | 2      | 6     |
| 3    | España    | 2   | 3     | 1      | 6     |
| 4    | Bélgica   | 2   | 2     | 3      | 7     |
| 5    | Israel    | 1   | 2     | 2      | 5     |
| 6    | Alemania  | 0   | 2     | 0      | 2     |
| 7    | Noruega   | 0   | 1     | 0      | 1     |
| 8    | Eslovenia | 0   | 0     | 1      | 1     |
| 8    | Turquía   | 0   | 0     | 1      | 1     |
|      | TOTAL     | 12  | 12    | 12     | 36    |